# Bagni greci di Gela
I Bagni greci di Gela sono degli stabilimenti termali di epoca ellenistica del IV secolo a.C., collocati in prossimità del Centro Servizi alla Persona “Antonietta Aldisio” di via Europa, nel quartiere di Caposoprano. Si tratta del più antico esempio di bagni pubblici rinvenuto in Italia, posteriore solo all'impianto di Olimpia e forse a quello di Colofone. Fu distrutto da un grande incendio nel 282 a.C. a seguito della conquista della città da parte del tiranno Finzia.

## Struttura
Il complesso è costituito da due ambienti, in origine separati da una parete di mattoni di argilla cruda intonacata, coperti da un tetto di tegole di terracotta, seguendo una tecnica edilizia molto diffusa in città sin dalle origini (vedi ad esempio l'area archeologica di Bosco Littorio).

### Ambiente 1

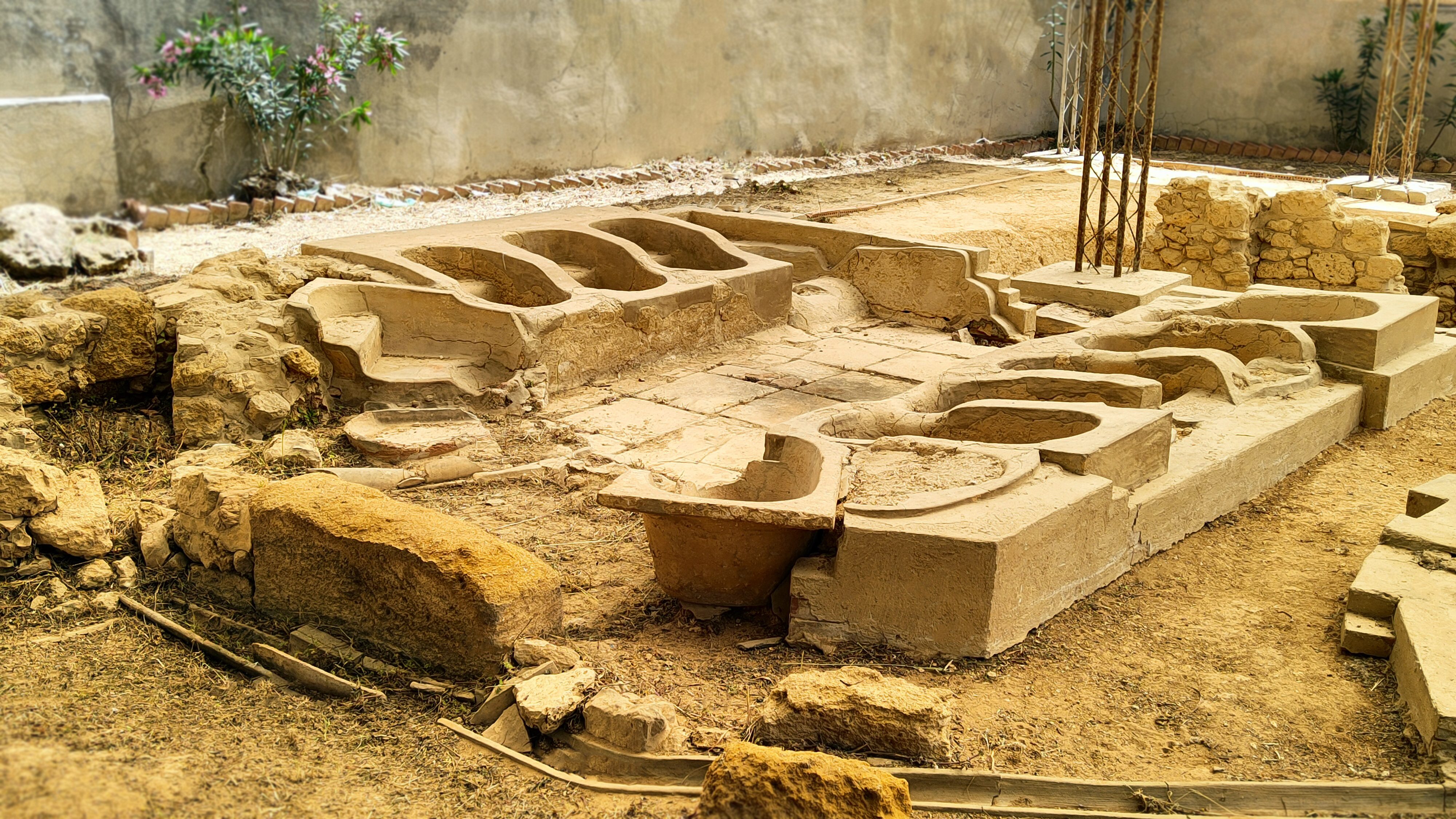
Primo gruppo di vasche

Il primo dei due ambienti (situato a nord-ovest) è caratterizzato da due gruppi di vasche disposte radialmente intorno ad uno spazio centrale e collegate ad un condotto di scarico. Il primo gruppo era formato in origine da 14 vasche del tipo greco "a sedile", di cui oggi ne restano solo 12, disposte a ferro di cavallo attorno a un pavimento di lastre quadrate di terracotta. Le vasche possiedono inferiormente una concavità emisferica destinata a poggiarvi i piedi o per essere svuotate facilmente, visto che non hanno fori di scarico e dovevano essere svuotate a mano. Le vasche delle file rettilinee sono costruite con conglomerato cementizio (formato prevalentemente da frammenti fittili e detriti in arenaria) e ricoperte di intonaco bianco; quelle del tratto occidentale sono invece costruite in terracotta e di uso portatile, forse appartenenti a un complesso più antico poi trasformato.

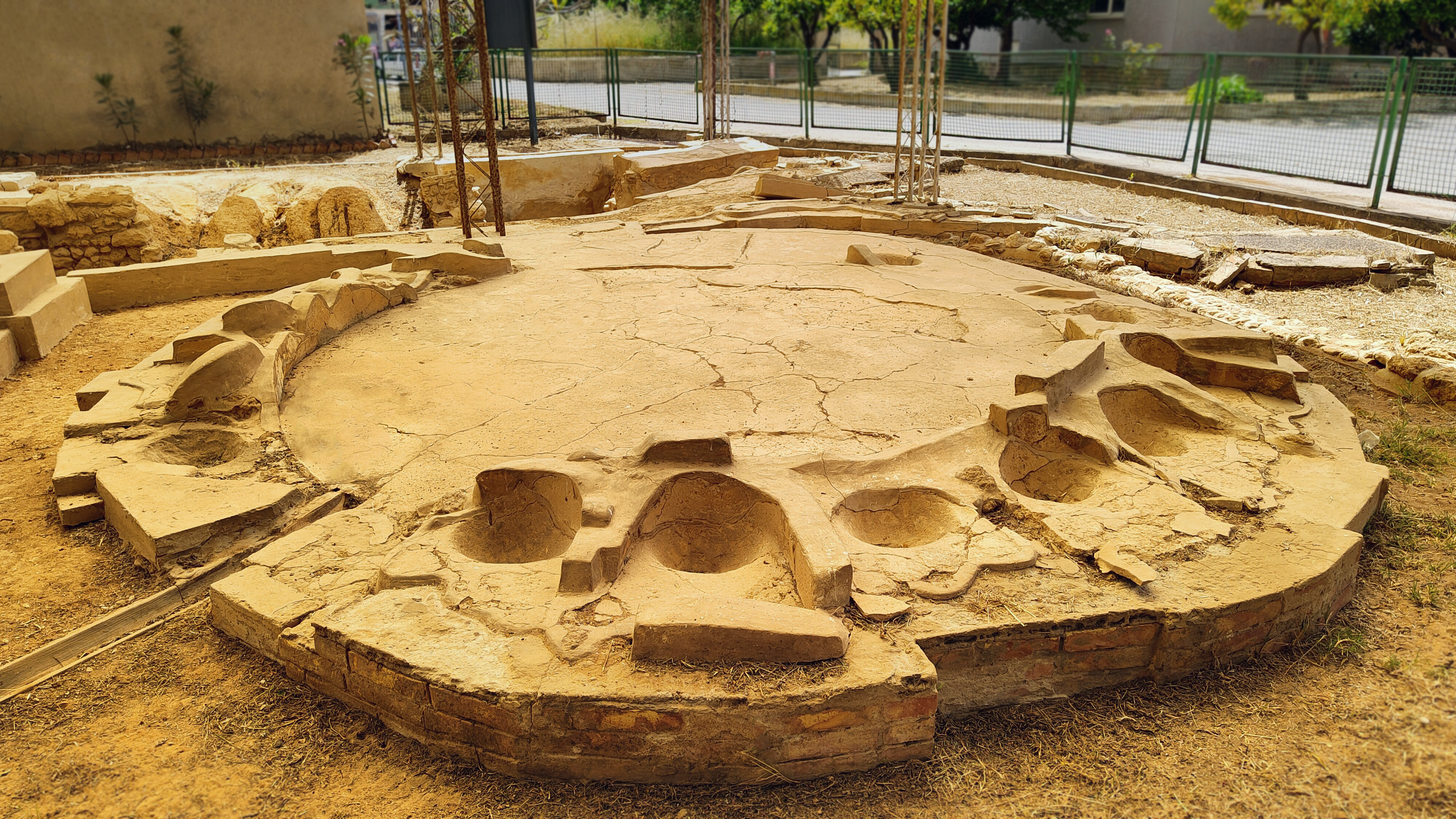
Secondo gruppo di vasche

Il secondo gruppo è costituito da 22 vasche disposte a cerchio intorno a un'area pavimentata in conglomerato, tutte mutile della metà posteriore forse a causa di una mancata conclusione dei lavori di costruzione. 

### Ambiente 2

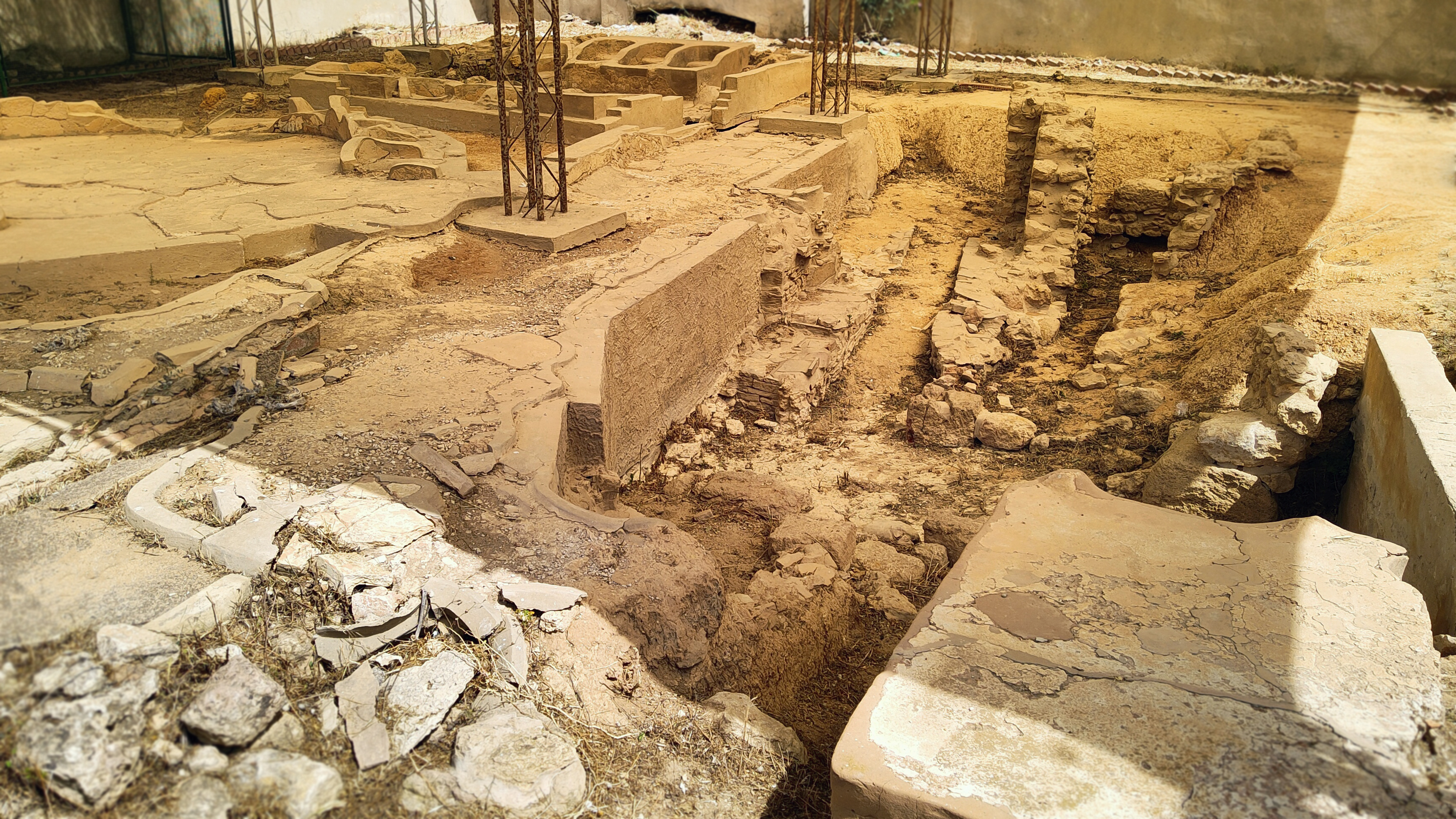
Resti dell'impianto sotterraneo di riscaldamento

Il secondo ambiente (situato a est) era separato dal primo grazie a un muro in mattoni crudi intonacato, della quale restano solo tracce. È costituito da un sistema di riscaldamento con cameretta a due corridoi sotterranei, nei quali avveniva la combustione: l'ambiente superiore, il cui pavimento doveva appoggiarsi sulle pareti del vano sottostante, creava un vero e proprio ipocausto fungendo pertanto da sauna. Questo sistema di riscaldamento è il più antico conservato nei bagni greci finora rinvenuti.

## Datazione
L'impianto termale di Gela venne scoperto alla fine di febbraio del 1957 e datato tra la fine del IV e l'inizio del III secolo a.C. grazie al ritrovamento di oggetti come unguentari, oscillum, anfore e monete di età Timolontea (alcune di conio siracusano, altre di tipo geloo e siculo-punico) recuperate sul pavimento del sito. La sua datazione trova confronti anche con gli impianti termali coevi di Delfi, Olimpia, Colofone e Gortyna (Peloponneso).
Poiché al momento della scoperta era ricoperto da un grande strato di terriccio e cenere, è stato possibile collegare la sua fine a un grande e violento incendio, causato con alte probabilità dalla distruzione della città di Gela ad opera di Finzia, nel 282 a.C.